# Аргун, Виктор Константинович
Ви́ктор Константи́нович Аргу́н (1906, Кутаисская губерния, Кавказское наместничество — 18 декабря 1942, СССР) — первый лётчик Абхазии, участник Великой Отечественной войны, заместитель командира по политической части 975-го истребительного авиаполка 236-й истребительной авиационной дивизии, капитан.

## Биография
Родился в 1906 году в селе Куланурхва Сухумского округа Кутаисской губернии (ныне - Гудаутский район Абхазии) в семье крестьянина.
После окончания лыхненской средней школы Виктор работал на Сухумской табачной фабрике. Здесь комсомольцы выбрали его своим вожаком. На фабрике он создал кружки по подготовке стрелков, санитаров, по изучению противохимической защиты. Был награждён почётным знаком Осоавиахима.
По предложению Председателя ЦИК Абхазии — Нестора Лакоба Виктор прибыл в Московский аэроклуб Осоавиахима. Стал курсантом Московского авиаклуба. 
Через год, в 1932 году, Виктор взялся за развитие авиационного дела в Абхазии. Организовал планерную секцию на парашютной станции и вскоре набрал 60 юношей и девушек в аэроклуб.
В 1936 году в Сухуме создали Осоавиахимовский аэроклуб. Виктор Аргун, как самый опытный пилот, был назначен начальником лётной части. Одним из его учеников была Мери Авидзба — будущая «ночная ведьма».
В 1935 году поступил в Краснознамённую школу ГВФ им. Баранова в Батайске. В день выпуска из училища на первой полосе местных газет был помещён портрет Виктора с подписью: «Он — первый пилот — абхазец». Аргун стал комиссаром Красной Армии.
Принимал участие в Великой Отечественной войне. Осуществил свыше 300 боевых вылетов, сбил 5 немецких самолётов, уничтожил 2 артиллерийских и 5 зенитных расчётов, около 400 солдат противника. 
22 сентября 1942 года, будучи раненым, совершил воинский подвиг, спасая подбитого командира эскадрильи Е. Доброва. Погиб при выполнении боевого задания 18 декабря 1942 года, похоронен в родном селе.
Сын — Анатолий Аргун.

## Награды
- Награждён двумя орденами Красного Знамени, орденами Красной Звезды, Отечественной войны I и II степени, а также медалями[2].

## Память
- Вторая средняя школа Гудауты носит имя Виктора Константиновича Аргуна.